# 卡塔通博河

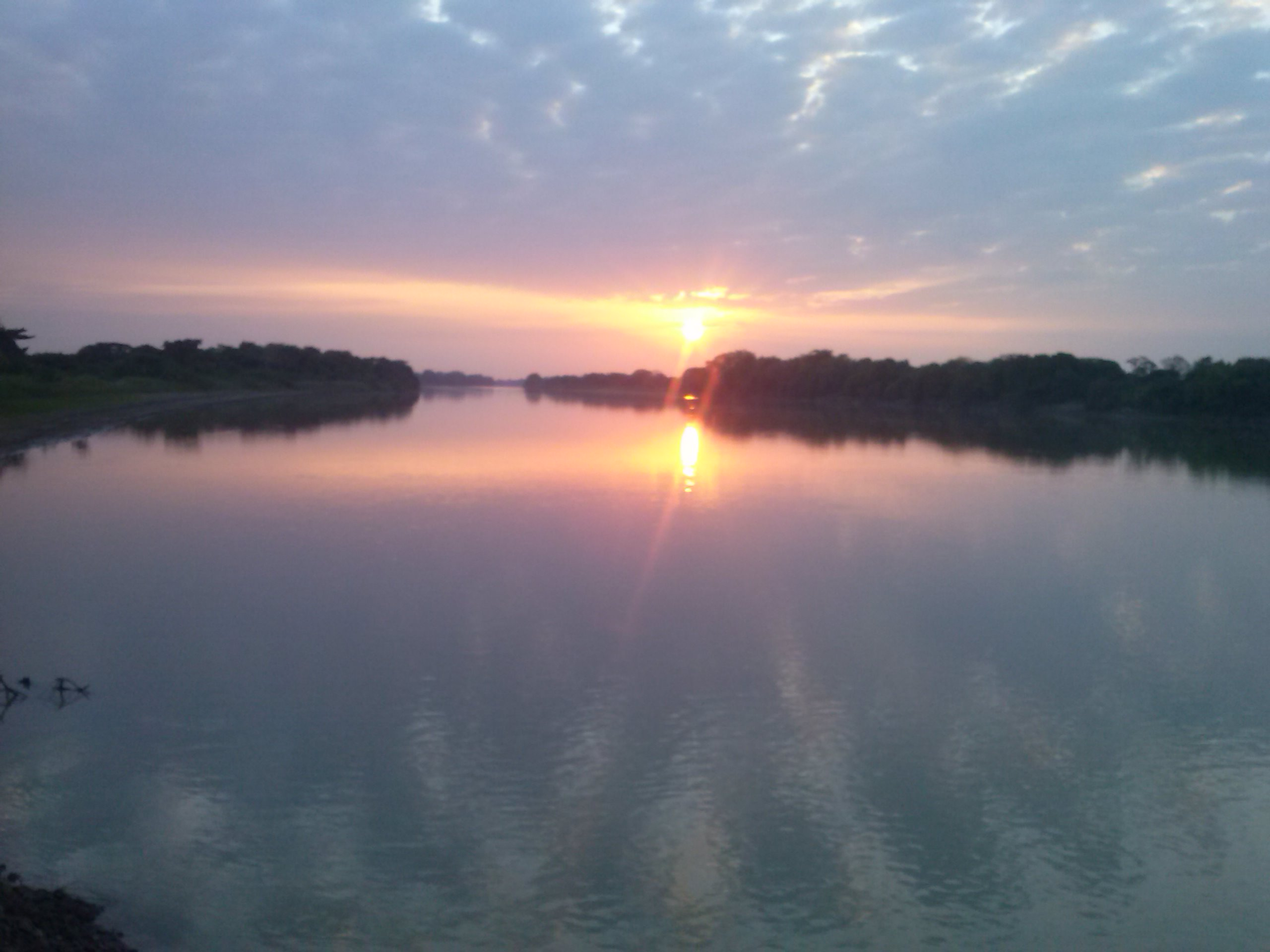
卡塔通博河

卡塔通博河（西班牙語：Río Catatumbo）是南美洲的河流，位於哥倫比亞北部和委內瑞拉西北部，河道全長338公里，集水區面積22,317平方公里，最終注入馬拉開波湖。
9°20′39″N 71°42′38″W / 9.34417°N 71.7106°W